# Вінервальд (тунель)
Тунель Вінервальд (нім. Wienerwaldtunnel) — залізничний тунель завдовжки 13,356 км на новому маршруті Західної залізниці між околицями Відня та Тульнерфельдом, що експлуатується з 9 грудня 2012 року. Він є частиною нової дільниці, прокладений під північною частиною Віденського лісу, між Віднем і Санкт-Пельтеном, входить до складу Західної залізниці, що є складовою залізниці Магістраль для Європи‎.
- Кошторисна вартість: 617 млн. Є
- Видобута порода: приблизно 2,3 млн. м³
- Максимальна швидкість: 250 км/год

Східний портал розташований під землею в раніше побудованому стрілочному залі поблизу Хадерсдорф-Вайдлінгау і продовжується до Відня через тунель Лайнц, з яким він має збійку. 
Західний портал розташований між Чорхеррном (муніципалітет Тюльбінг) і Кляйн-Штаасдорф на південь від Тулна і продовжується в напрямку Санкт-Пельтена через тунелі Першлінг.
З моменту запуску дистанції між Віднем і Санкт-Пельтеном час у дорозі між містами тепер становить лише 25 хвилин, раніше найшвидші потяги були в дорозі понад 40 хвилин.
Структура є частиною нової Західної залізниці і, отже, частиною європейської осі Париж–Будапешт/Братислава Транс’європейських транспортних мереж (TEN-T) як пріоритетного проекту TEN-T17.

## Будівництво
Тунель, який був побудований у період з вересня 2004 року по грудень 2012 року, проходили з обох сторін. 
На сході було побудовано одногалерейну двоколійну дистанцію завдовжки приблизно 2300 м новоавстрійським методом проходки. 
Частину, що залишилася, було профрезеровано із заходу двома прохідницькими щитами. 
На цій дистанції побудовано дві одноколійні галереї. 
Прокладку тунелю розпочато восени 2005 року.
Частину викопаного матеріалу було тимчасово складовано, щоб пізніше його можна було використати як насипний матеріал для залізниці та шумозахисних дамб для нового будівництва залізничної лінії в Тульнерфельді. 
Інша частина матеріалу була використана для реконструкції Таглесберг у Віденському лісі, де новий, штучний хребет має бути створений у зоні реконструкції звалища.
Збійка тунелю відбулася 3 вересня 2007 року. 
Він був завершений у 2012 році і став новою дистанцією нового маршруту західної залізниці від Відня до Санкт-Пельтена. 
Вартість будівництва склала 617 мільйонів євро.
Контактна мережа була підключена 6 травня 2012 року. 

Здача в комерційну експлуатацію відбулася 9 грудня 2012 року. 
 
У той же час було введено в експлуатацію тунель Лайнц і перші чотири колії станції Відень-Головний.
На початок 2020-х через цей тунель проходить весь міжміський рух Західною залізницею.

## Операції
Щодня через тунель в кожному напрямку проходить близько 80 поїздів (як пасажирських, так і вантажних), Railjet або ICE, час в дорозі займає менше 5 хвилин на швидкості 230 км/год.